# あさナビ
『あさナビ』は、テレビ朝日で、2012年4月7日から2013年9月28日まで毎週土曜日6:30 - 8:00（JST）に放送されていた朝の情報番組である。テレビ朝日系列の一部でも放送されていた。

## 概要
2011年10月から2012年3月まで放送されていた『城島茂の週末ナビ ココイコ!』の後継番組。
制作が『地球まるごとTV』以来手掛けてきた日本ケーブルテレビジョン（JCTV）から『やじうまテレビ!』と同じVIVIAに変更された。内容も『ココイコ!』時代の旅コーナーを日本文化に変更した他、ニュースやエンターテイメント情報・健康情報にも力を入れた内容だった。
『城島茂の週末ナビ ココイコ!』同様、ネット局が限られることから、天気予報はネット局のある地域の予報を中心に放送している。特に週間天気予報では、仙台や新潟といった、地域を代表するような主要都市の予報は紹介されず、ネット局がある秋田（秋田朝日放送)や福島（福島放送）、下関（山口朝日放送)などの予報が紹介される。福島放送は9月29日放送、山口朝日放送は2013年3月30日をもって、本番組のネットを打ち切った。
関東地区における視聴率は、2 - 4%に留まっており、テレビ東京を除く時間帯最下位となっている。
2013年9月28日で終了し、翌週からはリニューアルした後継番組『みんなの疑問 ニュースなぜ太郎』をスタート。なお、城島は引き続き司会を続投する。

## 出演者

### 司会
- 城島茂（TOKIO）
- 角澤照治[2]（テレビ朝日アナウンサー）
- 堂真理子（テレビ朝日アナウンサー）

### ナビゲーター
- ロバート・キャンベル（わびさびナビ、TOKIO散歩）
- 中瀬ゆかり（ニュースナビ）
- 荻原博子（ニュースナビ）
- 北野大（ニュースナビ）
- やくみつる （ニュースナビ）
- 住田裕子（ニュースナビ）
- 山田美保子（ニュースナビ）
- 牛窪恵（ニュースナビ）

### 過去の出演者
- 森脇美早（けんこうナビ）
- 渋谷和宏（ニュースナビ）
- 伊藤さとり（エンタメナビ）
- 酒井千佳（おてんきナビ）

## コーナー
全国 週末のお天気
- 「全国 週末のお天気」では札幌、仙台、秋田、福島、東京、長野、名古屋、大阪、下関、高松、福岡、鹿児島、那覇の13ヶ所の主要都市となっており青森（青森朝日放送）、新潟（新潟テレビ21）、金沢（北陸朝日放送）、広島（広島ホームテレビ）の4ヶ所の主要都市は掲載されていない。これは左記地域では本番組がネットされていないため。なお、前述の札幌（北海道テレビ）、仙台（東日本放送）、名古屋（メ～テレ）、大阪（朝日放送）、鹿児島（鹿児島放送）については本番組はネットされていない。週間天気予報では札幌、秋田、福島、長野、東京、大阪、下関、高松、福岡、那覇の10ヶ所となる。

## ネット局
ネット局は前番組『城島茂の週末ナビ ココイコ!』での7局の内、新潟テレビ21は番組開始から1年間は同時ネットを見送った（2013年4月6日からネット開始）。一方で、秋田朝日放送が加わり7局となる。その後、福島放送と山口朝日放送、長野朝日放送はネットを離脱（最終回時点でのネット局は5局）。
| 放送対象地域   | 放送局             | 系列           | 放送期間                     | 放送時間（JST）        | 備考・脚注 |
| -------------- | ------------------ | -------------- | ---------------------------- | ---------------------- | ---------- |
| 関東広域圏     | テレビ朝日 (EX)    | テレビ朝日系列 | 2012年4月7日 - 2013年9月28日 | 土曜 6時30分 - 8時00分 | 【制作局】 |
| 秋田県         | 秋田朝日放送 (AAB) | テレビ朝日系列 | 2012年4月7日 - 2013年9月28日 | 土曜 6時30分 - 8時00分 | -          |
| 新潟県         | 新潟テレビ21 (UX)  | テレビ朝日系列 | 2013年4月6日 - 2013年9月28日 | 土曜 6時30分 - 8時00分 | -          |
| 香川県・岡山県 | 瀬戸内海放送 (KSB) | テレビ朝日系列 | 2012年4月7日 - 2013年9月28日 | 土曜 6時30分 - 8時00分 | -          |
| 福岡県         | 九州朝日放送 (KBC) | テレビ朝日系列 | 2012年4月7日 - 2013年9月28日 | 土曜 6時30分 - 8時00分 | [ 3 ]      |

### 過去のネット局
- 福島放送（番組開始からネットをしていたが、2012年9月29日放送分で打ち切り）
- 長野朝日放送・山口朝日放送（番組開始からネットをしていたが、2013年3月30日放送分で打ち切り）

## スタッフ
- 制作協力：VIVIA
- 制作著作：テレビ朝日

## 放送休止・変更の事例
- 2012年6月16日は『第112回全米オープンゴルフ・第2日』（4:45 - 8:00）のため休止。
- 2012年7月7日は『第67回全米女子オープンゴルフ・第2日』（6:00 - 8:00）のため休止。
- 2012年12月29日は『人生の楽園2012 傑作選』（6:30 - 8:00）のため休止。
- 2013年6月15日は『第113回全米オープンゴルフ・第2日』（4:45 - 8:00）のため休止。
- 2013年6月29日は『第68回全米女子オープンゴルフ・第2日』（4:55 - 8:00）のため休止。
- 2013年8月3日は7:50 - 8:00に『世界水泳ウルトラ速報』（ネットワークセールス枠）を放送するため、6:30 - 7:50に10分短縮。